# Яртых, Игорь Семёнович
Яртых Игорь Семёнович (род. 9 июня 1961, г. Болград, Одесская область, УССР) — российский учёный и адвокат.

## Биографическая справка
Родился 9 июня 1961 года в г. Болград, Одесской области УССР. В 1983 году окончил Новосибирское высшее военно-политическое училище имени 60-летия Великого Октября по специальности «офицер Воздушно-десантных войск». С 1983 по 1992 год проходил службу в Воздушно-десантных войсках. С 1985 по 1987 год проходил службу в ДРА. Награждён двумя орденами «Красная звезда», пятью медалями.
В 1995 году окончил юридический факультет Одесского государственного университета им. И. И. Мечникова по специальности «государственное управление». С 2003 года доцент, с 2004 года профессор, с 2006 года заведующий кафедрой «Уголовно-правовые дисциплины» Юридического института Московского государственного университета путей сообщения (МИИТ). С 2010 года профессор кафедры «Адвокатуры и нотариата» Московской государственной юридической академии им. О. Е. Кутафина. С 2012 по 2014 год ректор Института государственного управления, права и инновационных технологий (ИГУПИТ).

## Научная деятельность
С 1995 года занимается научной и преподавательской деятельностью. В 2002 году защитил кандидатскую диссертацию в НИИ проблем правопорядка и законности при Генеральной прокуратуре РФ по теме «Проблемы взаимодействия адвокатуры и органов государственной власти». В 2009 году защитил докторскую диссертацию в Российской академии адвокатуры и нотариата по теме: «Правовой статус и функции адвокатуры в условиях формирования гражданского общества в Российской Федерации».
Автор монографий: «Адвокатура и власть» (Москва, 2002), «Адвокатура и гражданское общество» (Ульяновск, 2007), "Будущее российской адвокатуры" (Москва, 2010), «Защитительные речи адвокатов на Нюрнбергском процессе (сборник архивных документов)» (Москва, 2008). Соавтор «Энциклопедии будущего адвоката» (изд. «Волтерс Клюверт», Москва, 2005), учебника «Адвокатура в РФ» (Москва, 2006), автор более пятидесяти научных работ по различным отраслям права.

## Адвокатская деятельность
С 1995 года занимается адвокатской деятельностью. Первый вице-президент Федерального союза адвокатов России. Руководитель коллегии адвокатов. Почётный адвокат России. Участник многих резонансных судебных дел: защищал интересы НИИ скорой помощи им. Н. В. Склифосовского при попытке рейдерского захвата комплекса зданий памятника архитектуры Странноприимный дом графа Н. П. Шереметева; защищал Б. Ямадаева, обвинявшегося в покушении на заместителя главного санитарного врача г. Москвы; защищал П. Поповских, обвинявшегося в организации убийства журналиста Д. Холодова; защищал В. Переверзева, обвинявшегося по делу ЮКОСа.